# ديفيد ألونسو كاستيلو
ديفيد ألونسو كاستيلو (بالإسبانية: David Alonso Castillo)‏ هو دراج على المضمار إسباني، ولد في 21 يناير 1989 في ماهون في إسبانيا.

## وصلات خارجية
- ديفيد ألونسو كاستيلو على موقع الاتحاد الدولي للدراجات (الإنجليزية)
- ديفيد ألونسو كاستيلو على موقع أرشيف الدراجات (الإنجليزية)